# طلوع خورشید (فیلم ۲۰۲۴)
طلوع خورشید (انگلیسی: Sunrise) یک فیلم ترسناک محصول سال ۲۰۲۴ به کارگردانی اندرو برد بر اساس فیلمنامه‌ای از رونان بلنی است. گای پیرس و الکس پتیفر در این فیلم بازی می‌کنند. این فیلم در سینماها اکران شد و در ۱۹ ژانویهٔ ۲۰۲۴ به صورت دیجیتال در دسترس قرار گرفت.

## خلاصه داستان
یک شهر مزرعه‌ای گرفتار یک خون‌آشام شده‌است.

## بازیگران
- الکس پتیفر
- کریستال یو
- ویلیام گائو
- کورت یاگر
- آلون فوئره
- گای پیرس

## تولید
فیلمبرداری اصلی در فوریه ۲۰۲۳ در ایرلند شمالی انجام شد.